# Cordillera Kaimai
La cordillera Kaimai es una cadena montañosa de la Isla Norte de Nueva Zelanda. Forma parte de una serie de cordilleras, con la cordillera Coromandel al norte y la cordillera Mamaku al sur. La cordillera Kaimai separa el Waikato, al oeste, de la bahía de Plenty, al este. 
El punto más alto de la cordillera es el monte Te Aroha (952 m), a cuyos pies se encuentra la ciudad de Te Aroha. El terreno de la cordillera es accidentado, y sólo hay dos carreteras que la atraviesan: La carretera estatal 2, que atraviesa el extremo norte de la cordillera a través del desfiladero de Karangahake, y la carretera estatal 29, que va de Tauranga a Hamilton. El monte Te Aroha puede describirse como la cima norte de la cordillera Kaimai.
El Ministerio de Cultura y Patrimonio de Nueva Zelanda da una traducción de "comer alimentos fermentados" para Kaimāī.
La cordillera Kaimai aparece en el folclore local maorí. El nombre Te Aroha se traduce del maorí como Te - El & Aroha - Amor. Literalmente, "el amor". El nombre procede de una leyenda maorí según la cual el dios del sol -masculino- amaba a la diosa de la luna -femenina-. Nunca pudieron verse debido a la posición de los planetas. Un día la diosa de la luna vino a la tierra para ver al dios del sol, conociendo los riesgos, se convirtió en piedra al llegar la luz del día. La suya fue la máxima expresión de amor. Te Aroha en maorí. Por eso, en la cordillera de Kaimai, a la derecha del monte Te Aroha, se encuentra una roca con una silueta que, desde lejos, tiene forma de mujer. Se conoce localmente como la roca de Hinemoa.
Dentro de la cordillera de Kaimai, el sendero Hendersons Tramline sigue la ruta de las líneas de transporte que se utilizaban para extraer troncos del monte. El paseo incluye bosques y claros cerca de la periferia del parque. Un sendero secundario del paseo principal lleva a la base de una cascada y a una gran poza en la que se puede nadar. También a unos 10-16 km, en la carretera secundaria de Gordon desde te Aroha, hay una pista para vehículos de cuatro ruedas llamada Thomsons.

## Túnel de Kaimai
El túnel ferroviario de Kaimai recorre casi nueve kilómetros bajo la cordillera, lo que lo convierte en el túnel más largo de Nueva Zelanda. La construcción del túnel se inició a ambos lados de la cordillera en 1969: las cabeceras se unieron en 1976 y el túnel se abrió el 12 de septiembre de 1978. La cordillera de Kaimai y este túnel dieron lugar a un servicio de vagones Silver Fern entre Auckland y Tauranga que se denominó Kaimai Express. Este servicio funcionó desde 1991 hasta 2001.
Un pico de la cordillera Kaimai situado directamente sobre el túnel, que hasta entonces no tenía nombre, fue bautizado como Stokes Peak en 2010 en honor a la geógrafa Evelyn Stokes.

## Desastre del vuelo 441
Aproximadamente a las 9:09 de la mañana del 3 de julio de 1963 el DC-3 Skyliner ZK-AYZ Hastings que operaba el vuelo 441 de New Zealand National Airways Corporation desde el aeropuerto de Whenuapai, Auckland, a Tauranga se estrelló en la cordillera. Los 23 que iban a bordo murieron, convirtiéndose en el peor desastre aéreo de la Nueva Zelanda continental.

## Comunicaciones

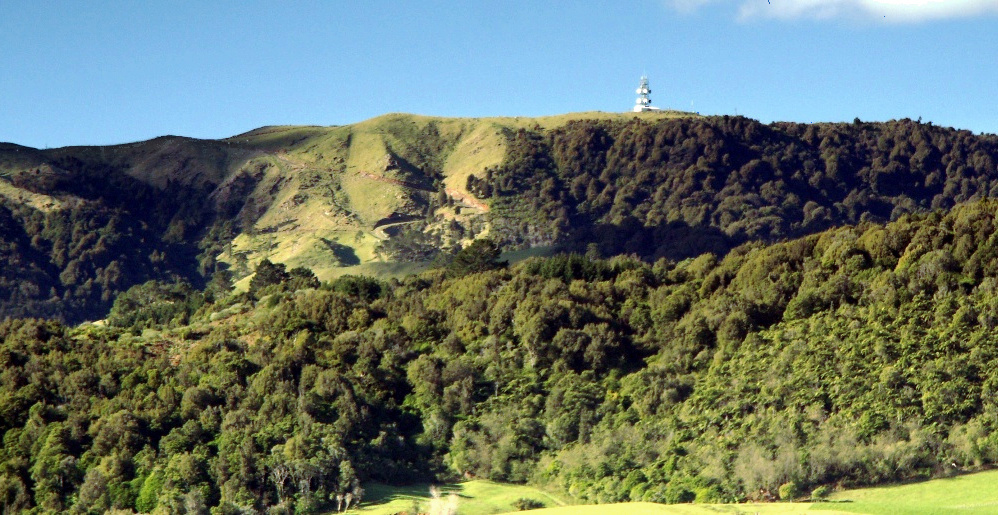
La cordillera de Kaimai con torres de comunicaciones

La división de ingeniería (radio) de la Oficina de Correos de Nueva Zelanda construyó y mantuvo una instalación de comunicaciones por microondas cerca de la cima de la cordillera de Kaimai, cerca del collado de la autopista Hamilton-Tauranga. En los años sesenta era un repetidor Lenkurt que formaba parte de la red nacional y que unía Sanitorium Hill, cerca de Cambridge, con Rotorua, con un ramal hasta Tauranga. En la actualidad cuenta con instalaciones de telefonía móvil y otras radiocomunicaciones, y es propiedad de Telecom Nueva Zelanda, que se encarga de su explotación. Parcela de tierra: Parte Sección 126 Bloque II Tapapa SD
Airways New Zealand mantiene una instalación de Radar de Vigilancia Secundaria en Te Weraiti, un pico en la cordillera de Kaimai, a 5 kilómetros al norte del collado de la carretera estatal 29. Se utiliza para facilitar el control del tráfico aéreo de las aeronaves equipadas con transpondedor en la zona. 